# Infinity FC Vilvoorde
Infinity FC Vilvoorde is een Belgische voetbalclub uit de Vlaams-Brabantse stad Vilvoorde. De club is aangesloten bij de KBVB met stamnummer 9617.

## Geschiedenis
De club werd in 2013 opgericht als Sporting Club Vilvoorde. In 2015 promoveerde de club naar derde provinciale Brabant VV. In 2020 veranderde de club haar naam in Infinity FC Vilvoorde.

## Resultaten
Onderstaande tabel bevat de resultaten vanaf het seizoen 2017/18.
| Seizoen | Klasse | Klasse | Klasse | Klasse | Klasse | Klasse | Klasse | Klasse | Klasse | Reeks                                                    | Punten                                                   | Opmerkingen                                              |
|         | I      | I      | II     | III    | IV     | P.I    | P.II   | P.III  | P.IV   |                                                          |                                                          |                                                          |
| ------- | ------ | ------ | ------ | ------ | ------ | ------ | ------ | ------ | ------ | -------------------------------------------------------- | -------------------------------------------------------- | -------------------------------------------------------- |
| 2014/15 |        |        |        |        |        |        |        |        | 2      | Vierde Prov. E Brab.                                     | 66                                                       | Debuutseizoen en direct promotie.                        |
| 2015/16 |        |        |        |        |        |        |        | 14     |        | Derde Prov. E Brab.                                      | 31                                                       |                                                          |
|         | 1A     | 1B     | 1Nat   | 2Afd   | 3Afd   | P.I    | P.II   | P.III  | P.IV   | Vanaf 2016-17 zijn er 3 nationale en 2 regionale niveaus | Vanaf 2016-17 zijn er 3 nationale en 2 regionale niveaus | Vanaf 2016-17 zijn er 3 nationale en 2 regionale niveaus |
| 2016/17 |        |        |        |        |        |        |        | 8      |        | Derde Prov. C Brab.                                      | 47                                                       |                                                          |
| 2017/18 |        |        |        |        |        |        |        | 8      |        | Derde Prov. C Brab.                                      | 39                                                       |                                                          |
| 2018/19 |        |        |        |        |        |        |        | 9      |        | Derde Prov. C Brab.                                      | 25                                                       |                                                          |
| 2019/20 |        |        |        |        |        |        |        | 2      |        | Derde Prov. C Brab.                                      | 51                                                       |                                                          |
| 2020/21 |        |        |        |        |        |        |        | -      |        | Derde Prov. C Brab.                                      | -                                                        | competitie vroegtijdig stopgezet wegens coronapandemie   |
| 2021/22 |        |        |        |        |        |        |        | 11     |        | Derde Prov. C Brab.                                      | 38                                                       |                                                          |
| 2022/23 |        |        |        |        |        |        |        | 12     |        | Derde Prov. B Brab.                                      | 32                                                       |                                                          |
| 2023/24 |        |        |        |        |        |        |        | 9      |        | Derde Prov. B Brab.                                      | 33                                                       |                                                          |
| 2024/25 |        |        |        |        |        |        |        | 9      |        | Derde Prov. B Brab.                                      | 36                                                       |                                                          |
| 2025/26 |        |        |        |        |        |        |        |        |        | Derde Prov. B Brab.                                      |                                                          |                                                          |